# Еміль Балаєв
Еміль Назім огли Балаєв (азерб. Emil Nazim oglu Balayev, нар. 17 квітня 1994, Волгоград, Росія) — азербайджанський футболіст, воротар клубу «Карабах» та національної збірної Азербайджану.

## Клубна кар'єра
Еміль Балаєв є вихованцем азербайджанського клубу «Нефтчі». У клубній футбольній школі він почав займатися у віці 9 - ти років. З 2011 року Балаєв був заявлений за першу команду. Але більшу частину часу воротар провів в оренді. У сезоні 2012/13 Еміль Балаєв був у зявці клубу на кваліфікаційний раунд Ліги чемпіонів та Ліги Європи.
У 2015 році воротар вирішив спробувати свої сили у іншому чемпіонаті і перейшов до складу німецького «Айнтрахту» з Франкфурта. Але за весь сезон він так і не зіграв жодного матчу у чемпіонаті Німеччини і повернувся до Азербайджану.
Ще один сезон Балаєв провів в іншому чемпіонату, захищаючи ворота казахстанського клубу «Тобол». Потім знову повернувся до Азербайджану, де у 2020 році підписав контракт з «Карабахом».

## Збірна
Вперше потрапив до заявки збірної Азербайджану у вересні 2013 року на матч відбору до чемпіонату світу. Але дебют Балаєва у збірній відбувся лише у 2019 році у матчі кваліфікації до Євро - 2020 проти збірної Хорватії.

## Досягнення
Нефтчі
 Чемпіон Азербайджану: 2012/13
 Переможець Кубка Азербайджану: 2012/13
Азербайджан (U-23)
- Переможець Ісламських ігор солідарності: 2017